# Inter City Firm
El Inter City Firm es el grupo de hooligans del West Ham United, equipo de la Premier League inglesa. El nombre proviene de los trenes InterCity, que los miembros del grupo usaban en sus desplazamientos a otras ciudades inglesas. Los InterCity son trenes de primera clase, aunque la ICF es una hinchada obrera prefería viajar en este tipo de trenes antes que los Footballs Especials, trenes baratos que transportaban a los hinchas acompañados por la policía inglesa.

## Fama
La Inter City Firm, llegó a ser la firm o grupo ultra más respetada y famosa de Reino Unido debido a su aparición en numerosos reportajes en la televisión, que propagaba sus "hazañas", es decir, todas las peleas que organizaban, de las que casi siempre salían victoriosos. Y a la cabeza de este grupo se encontraba Cass Pennant, Hooligan muy reconocido por Inglaterra,

## Rivalidades
Dentro de Londres, sus rivalidades son con Millwall Football Club (odio extremo), Chelsea Football Club, Arsenal Football Club y Tottenham Hotspur Football Club. Fuera de su ciudad, mantienen rivalidad con: Manchester United Football Club, Birmingham City FC, y Newcastle United FC.

## Ideología
El grupo tiene una ideología definida, la mayoría de sus miembros son nacionalistas, comunistas, anarquistas o socialistas británicos debido a sus orígenes obreros. Y hay también apolíticos.
Hay una sección llamada Youth Hammers, estos declarados fascistas pero fueron desterrados del club por lo que tuvieron que buscarse la vida haciendo amistades por Europa. Tienen amistad con los ultras de la Lazio, quienes se declaran fascistas y con el Frente Bokeron ultras del Málaga CF quienes también se declaran fascistas

## Cine y televisión
- En 1984, la BBC realiza un reportaje llamado Hooligans, donde la ICF es la protagonista del mismo.[4] Este reportaje, junto a las múltiples veces que aparecían en TV debido a las peleas, hizo que la fama y el respeto del grupo creciera.[1]

- En 2005 apareció la película Green Street Hooligans protagonizada por Elijah Wood. En ella un joven es erróneamente expulsado de Harvard y regresa a Londres donde cae en el mundo hooligan (vatti) al conocer al dirigente de las GSE (Green Street Elite), ellos que es la adaptación al cine de la ICF. Pone de manifiesto las jerarquías dentro de estos grupos y al igual que en la anterior el gusto por la violencia en sí misma.[5]